# Afonso Gonçalves Baldaia
Afonso Gonçalves Baldaia (15. Jahrhundert) war ein portugiesischer Seefahrer und Entdecker.
Von Afonso Gonçalves Baldaia sind nur wenige gesicherte Lebensdaten überliefert. Wesentliche Angaben basieren auf den Passagen des zeitgenössischen Historikers und Chronisten Gomes Eanes de Zurara in den Kapiteln IX und X seiner Chronica do descobrimento e conquista da Guiné.
Der aus Porto stammende Baldaia gehörte dem niederen Adel an, übte als Mundschenk (copeiro) ein wichtiges Amt am Hofe Heinrich des Seefahrers aus und war einer der Vertrauten des Infanten.
Nach der erfolgreichen Überwindung des Kap Bojadors durch Gil Eanes im Jahre 1434 ordnete Heinrich der Seefahrer eine weitere Fahrt im Folgejahr an. An der Expedition nahmen eine Barca unter Gil Eanes und ein kleinerer Zweimaster, ein Barinel, unter Afonso Gonçalves Baldaia teil. Beide fuhren ca. 50 leguas (etwa 250 km) über Kap Bojador hinaus nach Süden, erreichten Angra dos Ruivos und konnten an den Küsten Spuren von Menschen und Kamelen feststellen.
1436 stach Afonso Gonçalves Baldaia erneut in See. Er hatte den Auftrag, Kontakt zu Küstenbewohnern herzustellen und Handelsmöglichkeiten zu prüfen. Auf dieser Reise erreichte Baldaia ein Gebiet im Süden der heutigen Westsahara in der Nähe von Ad-Dakhla sowie Pedra bzw. Porto de Galé bei etwa 22° 3' nördlicher Breite. Gomes Eanes de Zurara bezeichnete im Kapitel X seiner Chronica diese Region als das Gebiet des Rio de Ouro (Goldfluß).
Weitere Reisen Baldaias sind nicht bekannt. Afonso Gonçalves Baldaia gehörte außerdem zu den ersten Siedlern der Azoren-Insel Terceira. Gesicherte Daten zu Zeit und Ort seines Todes liegen nicht vor.